# ريطة بنت سعيد السهمية
أم هاشم ريطة بنت سعيد السهمية القرشية من نساء العرب المُنَجبات في الجاهلية، تزوجها المغيرة بن عبد الله المخزومي وولدت له: هاشم بن المغيرة، وهشام بن المغيرة، وأبو ربيعة بن المغيرة، وأبو حذيفة بن المغيرة، وأبو أمية بن المغيرة وغيرهم. قال الزبير بن بكار: «ريطة بنت سعيد بن سهم ولدت بني المغيرة بن عبد الله بن عمر بن مخزوم الكبار».
قال ابن حبيب: «ومن نساء العرب المُنَجبات ريطة بنت سعيد بن سهم بن عمرو بن هصيص ولدت هشاماً جعلت قريش موته تأريخاً، وأبو حذيفة وهو مهشم، وأبو ربيعة وهو عمرو ذو الرمحين قاتل يوم الفجار برمحين، وأبو أمية وهو حذيفة زاد الراكب، وأبو زهير وهو تميم، وأبو عبد مناف وهو الفاكه بني المغيرة بن عبد الله بن عُمَر بن مخزوم».

## أولادها
تزوجها المغيرة بن عبد الله بن عُمَر المخزومي وولدت له تسعة أبناء من الذكور وهم:
- هاشم بن المغيرة وبه كان المُغَيرة يُكَنى بأبي هاشم، وهو والد حنتمة بنت هاشم أم أمير المؤمنين عمر بن الخطاب.
- هشام بن المغيرة وهو والد أبو جهل، والصحابي الحارث بن هشام.
- أبو ربيعة بن المغيرة واسمه عمرو.
- أبو حذيفة بن المغيرة واسمه مهشم.
- أبو أمية بن المغيرة واسمه حذيفة.
- أبو زهير بن المغيرة واسمه تميم.
- الفاكه بن المغيرة قتلته بنو كنانة.
- خداش بن المغيرة
- زهير بن المغيرة